# Быстрое (озеро)
Быстрое озеро (или Маслово) — озеро на юге Щукинской волости Пустошкинского района Псковской области, на границе с Пригородной волостью.
Площадь — 1,7 км² (166,0 га, с островами — 168,0 га). Максимальная глубина — 14,0 м, средняя глубина — 6,0 м, площадь водосбора 1400,0 км².
Проточное. Через озеро на востоке протекает река Великая.
Тип озера лещово-уклейный с ряпушкой. Массовые виды рыб: щука, окунь, плотва, лещ, ряпушка, елец, голавль, язь, гольян, линь, налим ерш, красноперка, щиповка, верховка, вьюн, пескарь, уклея, густера, быстрянка, карась, голец, бычок-подкаменщик, девятииглая колюшка; широкопалый рак (единично).
Для озера характерны: в литорали — песок, камни, заиленный песок, в центре — ил, заиленный песок, камни; в прибрежье — луга, поля, леса.